# Suore della Sacra Famiglia di Bergamo
Le Suore della Sacra Famiglia sono un istituto religioso femminile di diritto pontificio: le suore di questa congregazione pospongono al loro nome la sigla I.S.F.

## Storia
La congregazione fu fondata l'8 dicembre 1857 a Comonte di Seriate da Paola Elisabetta Cerioli per l'aiuto materiale e spirituale alla popolazione delle zone rurali, con sede nell'antica villa Tasso.
L'istituto ricevette il pontificio decreto di lode il 22 settembre 1896 e le sue costituzioni furono approvate definitivamente dalla Santa Sede il 17 giugno 1902.
Diffusesi rapidamente in tutta Italia, nel 1952 le suore iniziarono ad affiancare i religiosi del ramo maschile nell'apostolato missionario in Brasile.

## Attività e diffusione
Le suore si dedicano a varie forme di apostolato, come all'educazione e alla cura degli orfani e all'assistenza ad anziani e ammalati.
Oltre che in Italia, sono presenti in Brasile, Uruguay e Repubblica del Congo; la sede generalizia è a Comonte di Seriate.
Alla fine del 2008 la congregazione contava 183 religiose in 34 case.